# Tielenheide (natuurgebied)
Tielenheide is een natuurgebied van ongeveer 8 hectare gelegen Tielen en Turnhout.

## Gebied
Het toegankelijk gebied bestaat uit weilanden en bossen.
Aanpalend is een stuk Militair domein met dezelfde naam. Het is niet toegankelijk.

## Fauna en Flora
Fauna
- Zoogdieren: Haas
- Vogels: scholekster, wulp, kievit, wilde eend
- Ongewervelden: viervlek, watersnuffel,

Flora
- Kruipbrem